# الاتحاد السعودي للإسكواش
الاتحاد السعودي للإسكواش، هو الجهة الراعية لرياضة الإسكواش في المملكة العربية السعودية، يرأسه زياد عبد الرحمن التركي، وتشرف عليه وزارة الرياضة، تأسس في عام 1988، أقام الاتحاد مراكز لتدريب الناشئين في رياضة الإسكواش في بعض مناطق المملكة، مثل الرياض وجدة والشرقية.